# Semiothisa punctiseriata
Semiothisa punctiseriata là một loài bướm đêm trong họ Geometridae.